# Spektralmaß
In der Mathematik, insbesondere in der Funktionalanalysis ist ein Spektralmaß eine Abbildung, die gewissen Teilmengen einer fest gewählten Menge orthogonale Projektionen eines Hilbertraums zuordnet. Spektralmaße werden verwendet, um Ergebnisse in der Spektraltheorie linearer Operatoren zu formulieren, wie z. B. den Spektralsatz für normale Operatoren. Daneben wird der Begriff, jedoch mit anderer Bedeutung, in der Stochastik verwendet.

## Definition
Es seien {\displaystyle (X,{\mathcal {A}})} ein Messraum, {\displaystyle H} ein reeller bzw. komplexer Hilbertraum, {\displaystyle L(H)} der Banachraum der stetigen linearen Operatoren auf {\displaystyle H} und {\displaystyle P(H)} die Menge der orthogonalen Projektoren von {\displaystyle H}. Ein Spektralmaß für das Tripel {\displaystyle (X,{\mathcal {A}},H)} ist eine Abbildung {\displaystyle E\colon {\mathcal {A}}\rightarrow L(H)} mit den folgenden Eigenschaften:
1. Es gilt {\displaystyle E\left(X\right)=I}. Dabei ist {\displaystyle I\colon H\rightarrow H} die Identität auf {\displaystyle H}.
2. Für jedes {\displaystyle \Omega \in {\mathcal {A}}} ist {\displaystyle E(\Omega )\in P(H)}, d. h. {\displaystyle E} ist Projektor-wertig.
3. Für alle {\displaystyle x,y\in H} ist {\displaystyle E_{x,y}\colon {\mathcal {A}}\rightarrow \mathbb {K} } mit {\displaystyle E_{x,y}(\Omega )=\langle E(\Omega )x,y\rangle } ein komplexes bzw. signiertes Maß auf {\displaystyle {\mathcal {A}}}.

Das Quadrupel {\displaystyle (X,{\mathcal {A}},H,E)} heißt ein Spektralmaßraum.
Häufig wird die auf diese Weise definierte Abbildung {\displaystyle E} auch als Zerlegung der Einheit {\displaystyle I} (engl.: resolution of identity) bezeichnet. Auch ist es üblich von einem Projektor-wertigen Maß (engl.: projection-valued measure, häufig kurz PVM) zu sprechen.
Ist {\displaystyle X} ein topologischer Raum, {\displaystyle {\mathcal {O}}} seine Topologie und {\displaystyle {\mathcal {B}}(X)} seine Borelalgebra, so heißt ein Spektralmaß {\displaystyle E}, dem der Borelsche Messraum {\displaystyle (X,{\mathcal {B}}(X))} zugrunde liegt, ein Borelsches Spektralmaß. Ist speziell {\displaystyle X=\mathbb {R} } bzw. {\displaystyle X=\mathbb {C} }, so heißt das Borelsche Spektralmaß ein reelles bzw. komplexes Spektralmaß. Der Träger eines Borelschen Spektralmaßes ist als
{\displaystyle \mathrm {supp} (E)=X\setminus \bigcup \{O\in {\mathcal {O}}\,|\,E(O)=0\}}
definiert. Dies ist das Komplement der größten offenen Teilmenge {\displaystyle G} von {\displaystyle X}, für die {\displaystyle E(G)=0} ist.

## Eigenschaften
Es sei {\displaystyle E} ein Spektralmaß für das Datum {\displaystyle (X,{\mathcal {A}},H)}. Dann gelten die folgenden Aussagen:
- {\displaystyle E(\varnothing )=0}
- Modularität: Es gilt {\displaystyle E(\Omega _{1}\cup \Omega _{2})+E(\Omega _{1}\cap \Omega _{2})=E(\Omega _{1})+E(\Omega _{2})} für alle {\displaystyle \Omega _{1},\Omega _{2}\in {\mathcal {A}}}.
- Multiplikativität: Es gilt {\displaystyle E(\Omega _{1}\cap \Omega _{2})=E(\Omega _{1})\,E(\Omega _{2})} für alle {\displaystyle \Omega _{1},\Omega _{2}\in {\mathcal {A}}}. Insbesondere kommutieren die Projektoren {\displaystyle E(\Omega _{1})} und {\displaystyle E(\Omega _{2})} miteinander und das Bild von {\displaystyle E(\Omega _{1})} ist senkrecht zum Bild von {\displaystyle E(\Omega _{2})}, wenn {\displaystyle \Omega _{1}\cap \Omega _{2}=\varnothing } gilt.

Insbesondere ist jedes Spektralmaß ein endlich additives vektorielles Maß.
Setzt man {\displaystyle E_{x}:=E_{x,x}} für {\displaystyle x\in H}, so gilt für alle {\displaystyle x,y\in H} aufgrund der Polarisationsidentität
{\displaystyle E_{x,y}={\frac {1}{4}}\sum _{n=0}^{3}i^{n}E_{x+i^{n}y}}
im komplexen Fall bzw.
{\displaystyle E_{x,y}={\text{Re}}{\bigg (}{\frac {1}{4}}\sum _{n=0}^{3}i^{n}E_{x+i^{n}y}{\bigg )}}
im reellen Fall. Insbesondere sind die Maße {\displaystyle E_{x,y}} bekannt, wenn die Maße {\displaystyle E_{x}} bekannt sind, so dass man häufig nur mit diesen arbeitet.

## Äquivalente Definition
Häufig findet man die folgende Charakterisierung von Spektralmaßen in der Literatur als Definition. Eine Abbildung {\displaystyle E\colon {\mathcal {A}}\rightarrow L(H)} ist genau dann ein Spektralmaß, wenn
1. {\displaystyle E\left(X\right)=I} gilt,
2. {\displaystyle E} projektorwertig ist und
3. für jede Folge {\displaystyle (\Omega _{i})_{i\in \mathbb {N} }} von {\displaystyle {\mathcal {A}}}-messbaren, paarweise disjunkten Mengen

{\displaystyle E{\bigg (}\biguplus _{i\in \mathbb {N} }\Omega _{i}{\bigg )}=\sum _{i=1}^{\infty }E(\Omega _{i})}
im Sinne der starken Operatortopologie gilt. Diese Eigenschaft wird gelegentlich als punktweise {\displaystyle \sigma }-Additivität bezeichnet.
Die Bezeichnung Zerlegung der Einheit für {\displaystyle E} lässt sich nun wie folgt erklären. Ist {\displaystyle (\Omega _{i})_{i\in \mathbb {N} }} eine abzählbare Zerlegung von {\displaystyle X} in {\displaystyle {\mathcal {A}}}-messbare Mengen, so gilt
{\displaystyle \mathrm {id} _{H}=E(X)=E{\bigg (}\biguplus _{i\in \mathbb {N} }\Omega _{i}{\bigg )}=\sum _{i=1}^{\infty }E(\Omega _{i})}
bzw.
{\displaystyle H=\bigoplus _{i=1}^{\infty }(E(\Omega _{i})(H)),}
wobei {\displaystyle \bigoplus } die orthogonale Summe im Sinne von Hilberträumen der Familie {\displaystyle \{E(\Omega _{i})(H)\,|\,i\in \mathbb {N} \}} von abgeschlossenen Unterräumen ist. Dies entspricht der Tatsache, dass die Eigenräume eines normalen Operators des {\displaystyle \mathbb {C} ^{n}} eine orthogonale Summenzerlegung von {\displaystyle \mathbb {C} ^{n}} bilden.

## Beispiele
Es sei {\displaystyle A\colon \mathbb {C} ^{n}\rightarrow \mathbb {C} ^{n}} ein normaler linearer Operator. Dann ist das Spektrum von {\displaystyle A} nicht leer und besteht aus den Eigenwerten von {\displaystyle A}. Die Eigenräume zu den paarweise verschiedenen Eigenwerten von {\displaystyle A} stehen senkrecht aufeinander und besitzen {\displaystyle \mathbb {C} ^{n}} als (innere) direkte Summe. Dies ist äquivalent dazu, dass
{\displaystyle \mathrm {id} _{\mathbb {C} ^{n}}=\sum _{\lambda \in \sigma (A)}P_{\lambda }}
gilt. Dabei ist {\displaystyle P_{\lambda }} die orthogonale Projektion von {\displaystyle \mathbb {C} ^{n}} auf den Eigenraum von {\displaystyle A} zum Eigenwert {\displaystyle \lambda }. Aus dieser Darstellung von {\displaystyle \operatorname {id} _{\mathbb {C} ^{n}}} erhält man die
{\displaystyle A=\sum _{\lambda \in \sigma (A)}\lambda \,P_{\lambda }}
„Spektralauflösung“ von {\displaystyle A.} Das Spektralmaß von {\displaystyle A} ist
{\displaystyle E(\Omega )=\sum _{\lambda \in \sigma (A)\cap \Omega }P_{\lambda }}.
Ist {\displaystyle A} ein beliebiger normaler Operator, so kann das Spektrum von {\displaystyle A} kontinuierlich sein oder sich in einem Punkt häufen und man ersetzt obige Summe durch einen kontinuierlichen Summationsbegriff, nämlich durch ein (operatorwertiges) Integral.
- Jeder normale Operator {\displaystyle A} eines Hilbertraumes bestimmt ein Spektralmaß. Nach dem Spektralsatz für normale Operatoren ist der Operator {\displaystyle A} eindeutig durch dieses Spektralmaß beschrieben.
- Es sei L2[0,1] der Hilbertraum der im Lebesgueschen Sinne quadrat-summierbaren Funktionen auf dem Einheitsintervall {\displaystyle [0,1]} und {\displaystyle {\mathcal {B}}[0,1]} die Borelalgebra von {\displaystyle [0,1]}. Für eine wesentlich beschränkte Funktion {\displaystyle f} auf {\displaystyle [0,1]} bezeichne {\displaystyle M_{f}} den durch Multiplikation mit {\displaystyle f} induzierten Operator auf {\displaystyle L^{2}[0,1]}. Bezeichnet {\displaystyle \chi _{\Omega }} die charakteristische Funktion für eine Borelmenge {\displaystyle \Omega } des Einheitsintervalls und setzt man {\displaystyle E(\Omega ):=M_{\chi _{\Omega }}}, so wird hierdurch ein Spektralmaß {\displaystyle E} für das Tupel {\displaystyle ([0,1],{\mathcal {B}}([0,1]),L^{2}[0,1])} definiert. Dieses ist das Spektralmaß des Multiplikationsoperators {\displaystyle M_{id}}.

## Integration bezüglich eines Spektralmaßes
Es sei {\displaystyle \left(X,{\mathcal {A}},H,E\right)} ein Spektralmaßraum. Mithilfe der zu {\displaystyle E} assoziierten komplexen Maße {\displaystyle E_{x,y}} kann man für gewisse {\displaystyle {\mathcal {A}}}-messbare Funktionen {\displaystyle f\colon X\rightarrow \mathbb {C} } einen (in der Regel unbeschränkten) linearen Operator
{\displaystyle \int _{X}f\,dE}
des Hilbertraumes {\displaystyle H} erklären. Dieser Operator wird als Spektralintegral von {\displaystyle f} und der Prozess, durch den er aus {\displaystyle f} entsteht, als Integration von {\displaystyle f} bzgl. des Spektralmaßes {\displaystyle E} bezeichnet.

## Spektralmaß eines normalen Operators
Es seien {\displaystyle H} ein Hilbertraum und {\displaystyle A\in L(H)} ein normaler Operator mit Spektrum {\displaystyle \sigma \left(A\right)}. Dann erklärt man wie folgt ein Spektralmaß {\displaystyle E\colon {\mathcal {B}}(\sigma (A))\rightarrow L(H)} auf der Borelalgebra {\displaystyle {\mathcal {B}}(\sigma (A))} von {\displaystyle \sigma \left(A\right)}. Es sei
{\displaystyle \pi _{A}\colon {\mathcal {M}}_{\infty }(\sigma (A))\rightarrow L(H)} der Funktionalkalkül der beschränkten Borelfunktionen von {\displaystyle A}. Da {\displaystyle \pi _{A}} ein Morphismus von {\displaystyle C^{*}}-Algebren ist, ist für jede Borelmenge {\displaystyle \Omega } des Spektrums von {\displaystyle A} durch {\displaystyle E\left(\Omega \right):=\pi _{A}(\chi _{\Omega })} eine orthogonale Projektion von {\displaystyle H} gegeben. Man kann zeigen, dass {\displaystyle E\colon {\mathcal {B}}(\sigma (A))\rightarrow L(H)} ein Spektralmaß ist, das Spektralmaß des normalen Operators {\displaystyle A}. Der Spektralsatz für normale Operatoren besagt nun, dass
{\displaystyle A=\int _{\sigma (A)}\lambda \,dE(\lambda )=\int _{\sigma (A)}id_{\sigma (A)}\,dE}
gilt. Dabei steht auf der rechten Seite dieser Gleichung das Spektralintegral der beschränkten Borelfunktion {\displaystyle id_{\sigma \left(A\right)}} bzgl. des Spektralmaßes {\displaystyle E}.

## Spektralschar

### Definition der Spektralschar
Eine Familie {\displaystyle \{E_{\lambda }\,|\,\lambda \in \mathbb {\mathbb {R} } \}} von orthogonalen Projektoren {\displaystyle E_{\lambda }\colon H\rightarrow H} heißt eine Spektralfamilie oder Spektralschar, wenn die folgenden Bedingungen erfüllt sind:
- {\displaystyle \lim _{\lambda \rightarrow -\infty }E_{\lambda }=0}.
- {\displaystyle \lim _{\lambda \rightarrow +\infty }E_{\lambda }=id_{H}}.
- Die Familie {\displaystyle E} ist rechtsseitig stetig, in dem Sinne, dass {\displaystyle \lim _{\lambda \rightarrow \mu +}E_{\lambda }=E_{\mu }} gilt.
- Die Familie {\displaystyle E} ist monoton wachsend: Gilt {\displaystyle \lambda \leq \mu }, so gilt {\displaystyle E_{\lambda }\leq E_{\mu }}. Diese Bedingung ist äquivalent zu der folgenden Bedingung: Für alle {\displaystyle \lambda ,\mu \in \mathbb {R} } gilt {\displaystyle E_{\lambda }E_{\mu }=E_{\mu }E_{\lambda }=E_{\min\{\lambda ,\mu \}}}.

Dabei sind alle auftretenden Limiten im Sinne der starken Operatortopologie, also punktweise zu betrachten.

### Beziehung zum Spektralmaß
Der Begriff der Spektralfamilie ging historisch dem Begriff des Spektralmaßes voraus und wurde von John von Neumann unter der Bezeichnung Zerlegung der Einheit eingeführt. Der Zusammenhang zwischen beiden Begriffen ist wie folgt gegeben: Zu jedem reellen Spektralmaß {\displaystyle E} gehört genau eine Spektralschar {\displaystyle \{E_{\lambda }\,|\,\lambda \in \mathbb {\mathbb {R} } \}} und umgekehrt. Dabei bestimmen sich das Spektralmaß {\displaystyle E} und die Spektralschar {\displaystyle \{E_{\lambda }\,|\,\lambda \in \mathbb {\mathbb {R} } \}} gegenseitig durch die Beziehung
{\displaystyle E_{\lambda }=E((-\infty ,\lambda ])\quad ,\quad \lambda \in \mathbb {R} .}
Der Träger der Spektralschar {\displaystyle \{E_{\lambda }\,|\,\lambda \in \mathbb {\mathbb {R} } \}} ist
die Menge
{\displaystyle {\overline {\{\lambda \in \mathbb {R} \,|\,E_{\lambda }\neq 0,E_{\lambda }\neq I\}}}.}
Mithilfe einer Spektralschar, deren Träger kompakt ist, kann man in Anlehnung an das Stieltjes-Integrals für eine stetige Funktionen {\displaystyle f\colon \mathbb {R} \rightarrow \mathbb {R} } einen, als
{\displaystyle \int _{-\infty }^{+\infty }f(\lambda )\,dE_{\lambda }}
notierten, Operator definieren. Dieser ist eindeutig dadurch bestimmt, dass er die Beziehung
{\displaystyle \left\langle {\bigg (}\int _{-\infty }^{+\infty }f(\lambda )\,dE_{\lambda }{\bigg )}x,y\right\rangle =\int _{-\infty }^{+\infty }f(\lambda )\,d\langle E_{\lambda }x,y\rangle \quad ,\quad x,y\in H}
erfüllt, wobei nun rechter Hand ein herkömmliches Stieltjes-Integral steht.
Es gilt dann
{\displaystyle \int _{-\infty }^{+\infty }f(\lambda )\,dE_{\lambda }=\int _{\mathbb {R} }f(\lambda )\,dE(\lambda )},
wenn {\displaystyle E} das zu
{\displaystyle \{E_{\lambda }\,|\,\lambda \in \mathbb {\mathbb {R} } \}} gehörige Spektralmaß bezeichnet.

## Spektralmaß eines beschränkten selbstadjungierten Operators
Die Spektralschar eines beschränkten selbstadjungierten Operators hat kompakten Träger in {\displaystyle [m,M]}, wobei
{\displaystyle m=\inf _{||x||=1}\langle Ax,x\rangle }
bzw.
{\displaystyle M=\sup _{||x||=1}\langle Ax,x\rangle }
sei. {\displaystyle E_{\lambda }} wird manchmal als Spektralprojektion bezeichnet. Man stellt sich das Bild dieser orthogonalen Projektion als eine Art verallgemeinerten Eigenraum vor.

## Spektralmaß unbeschränkter selbstadjungierter Operatoren (Quantenmechanik)
Die messbaren Größen der Quantenmechanik entsprechen (fast ausschließlich unbeschränkten, dicht definierten) wesentlich selbstadjungierten Hilbertraum-Operatoren auf separablen Hilberträumen („Observablen“, → Mathematische Struktur der Quantenmechanik), und zwar mit einer Spektralzerlegung in drei Teile, im Einklang mit den obigen Aussagen:
1. Der erste Anteil ist das Punktspektrum (das Spektrum ist abzählbar; die Physiker bezeichnen es irreführenderweise als „diskret“). Hier hat man es mit Summen zu tun.
2. Der zweite Anteil ist das absolut-kontinuierliche Spektrum (das Spektrum ist kontinuierlich-überabzählbar; die Physiker nennen es einfach „kontinuierlich“). An die Stelle von Summen treten hier gewöhnliche Integrale.
3. Sehr selten kommt ein singulär-kontinuierlicher Spektralanteil hinzu (das Spektrum ist eine Cantormenge). Hier muss man mit Stieltjes-Integralen arbeiten (erzeugt durch nicht-differenzierbare monoton-wachsende Funktionen).

Alle Observablen zeigen eine solche Aufteilung und besitzen übliche Spektralmaße und übliche Spektralprojektionen. Die oben genannte Kompaktheit des Spektrums gilt aber nicht.
Die Aufteilung in drei Teile ergibt insgesamt, bei Gewichtung mit den Quadraten aus den Beiträgen der Eigenfunktionen bzw. der verallgemeinerten Eigenfunktionen, genau den Wert 1, im Einklang mit der Wahrscheinlichkeitsinterpretation der Quantenmechanik.
Im Fall eines reinen Punktspektrums entsprechen die Spektraleigenschaften dem Postulat von der Vollständigkeit der Eigenfunktionen (Entwicklungssatz). Im Falle eines zusätzlichen absolut-kontinuierlichen Spektralanteils arbeiten die Physiker, wie erwähnt, mit sog. verallgemeinerten Eigenfunktionen
und Wellenpaketen (der Zusammenhang mit dem Spektralmaß ergibt sich aus der Distributionstheorie über sog. Gelfandsche Raumtripel). 
Ein singulär-kontinuierlicher Spektralanteil wird gewöhnlich überhaupt nicht diskutiert, außer z. B. in Kristallen mit speziellen „inkommensurablen“ Magnetfeldern. Näheres in einschlägigen Lehrbüchern der Quantenmechanik und der Maßtheorie reeller Funktionen.